# OF Bygg
OF Bygg är ett byggnadsföretag i Umeå, grundat 1937 av byggmästaren Olaus Forsberg under namnet Olaus Forsberg & Co KB.
Firman överläts 1975 till två av grundarens söner, Håkan Forsberg och Anders Forsberg, och något år senare tog sonen Hjalmar plats i ledningen för ett dotterbolag, fastighetsbolaget Foco, som hann bli en av Umeå större fastighetsägare innan merparten av beståndet 1997 såldes till AP-fastigheter. 
När sönerna i slutet av 1990-talet valde att trappa ned sitt arbete erbjöds personalen år 1999 att köpa knappt hälften av företaget, som alltså blev personalägt – fram till 2011, då några interna ägare köpte loss aktierna.

## Tidiga projekt
Företaget inrymdes inledningsvis i ett rum i Forsbergs lägenhet på Böle, Teg. Några av firmans första uppdrag blev att uppföra det nya epidemisjukhuset (invigt 1937) vid Umeå lasarett (nuvarande Norrlands Universitetssjukhus), och biografen Odéon på Storgatan i Umeå (invigd 1939). Under andra världskriget gick byggandet på sparlåga, inte minst för att såväl Forsberg som hans medarbetare tidvis var inkallade till militärtjänstgöring.

## Umeå – och företaget – expanderar
Firmans första lager- och verksamhetslokaler anlades 1946 på Böle, men flyttades 1961 till Västerslätts industriområde. Först år 2005 lokaliserades även huvudkontoret dit.

Efter kriget växte den så kallade allmännyttan fram, och Olaus Forsberg fick uppdrag av såväl de rikstäckande kooperativa bolagen HSB och Riksbyggen som den kommunala fastighetsaktören Stiftelsen Bostaden. Företaget byggde tusentals lägenheter i Umeå, vars befolkning ökade snabbt, från 17 000 i slutet av 1940-talet till det tredubbla tjugo år senare. En utveckling som skulle fortsätta sedan Umeå universitet invigts 1965, med ökat behov av universitetslokaler, studentbostäder och affärslokaler – OF Bygg var bland annat med om att bygga Domusvaruhuset och Tempohuset i centrala Umeå, liksom centrumbyggnaden på Ålidhem.
Företaget växte och hade i 1970-talets början som mest 500 anställda; många av dem sysselsatta med bygget av Dragonskolan, som vid invigningen 1971 var en av landets största. 
År 1975 överlät Olaus Forsberg företaget till sönerna Håkan och Anders Forsberg

## Uppförda byggnader (i urval)

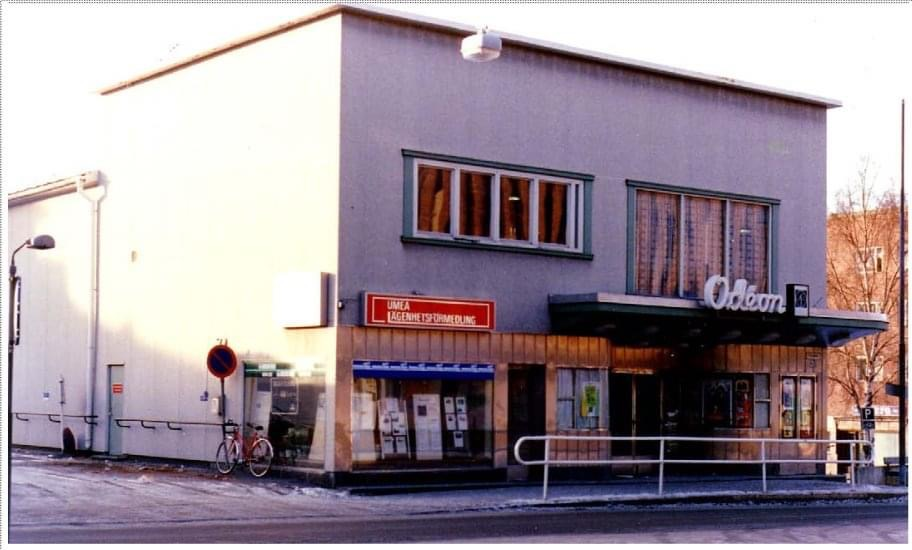
Odéonbiografen i Umeå, ritad av arkitekt Denis Sundberg. Invigd 1939.
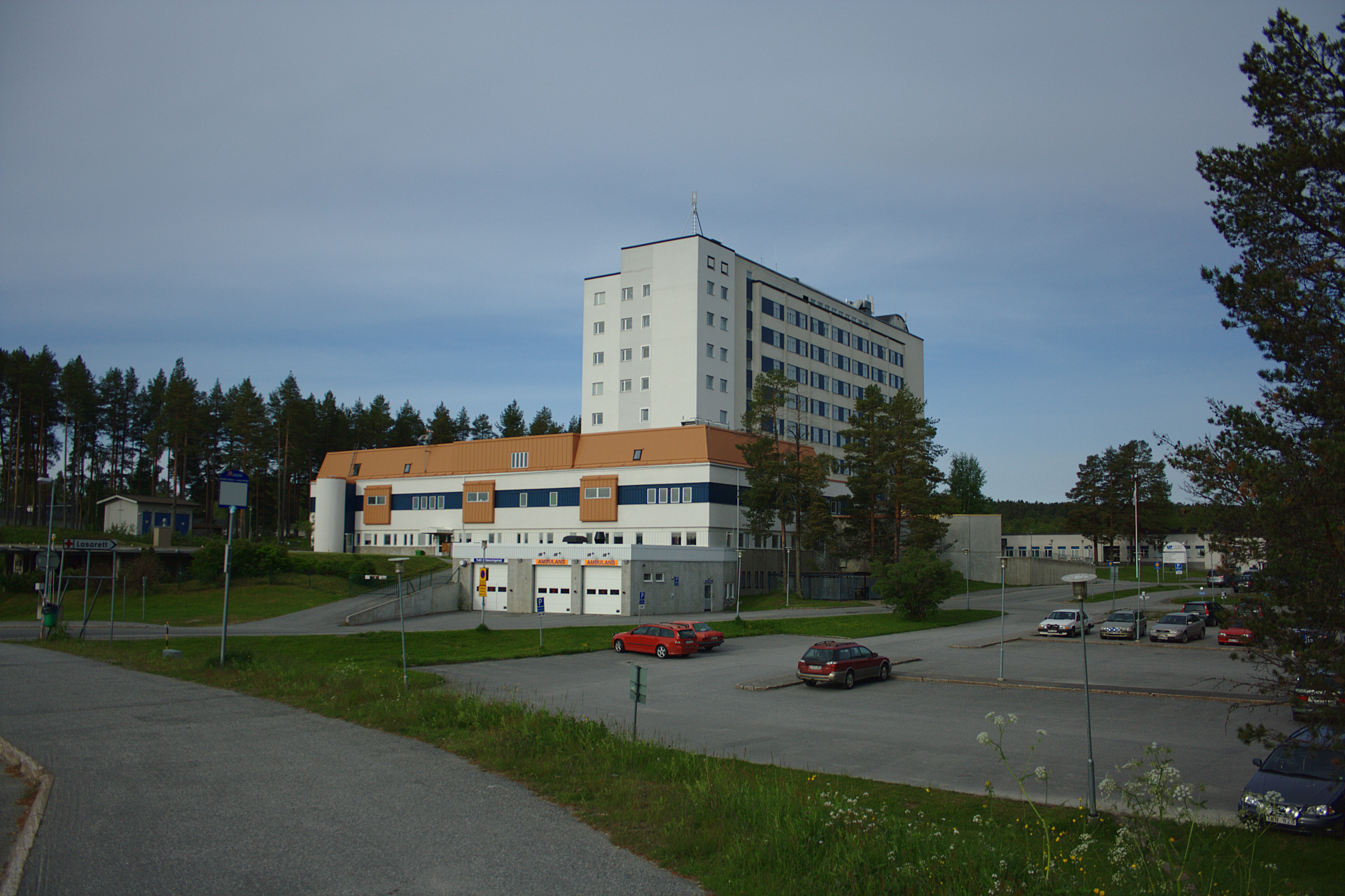
Lycksele lasarett. Invigt 1962.
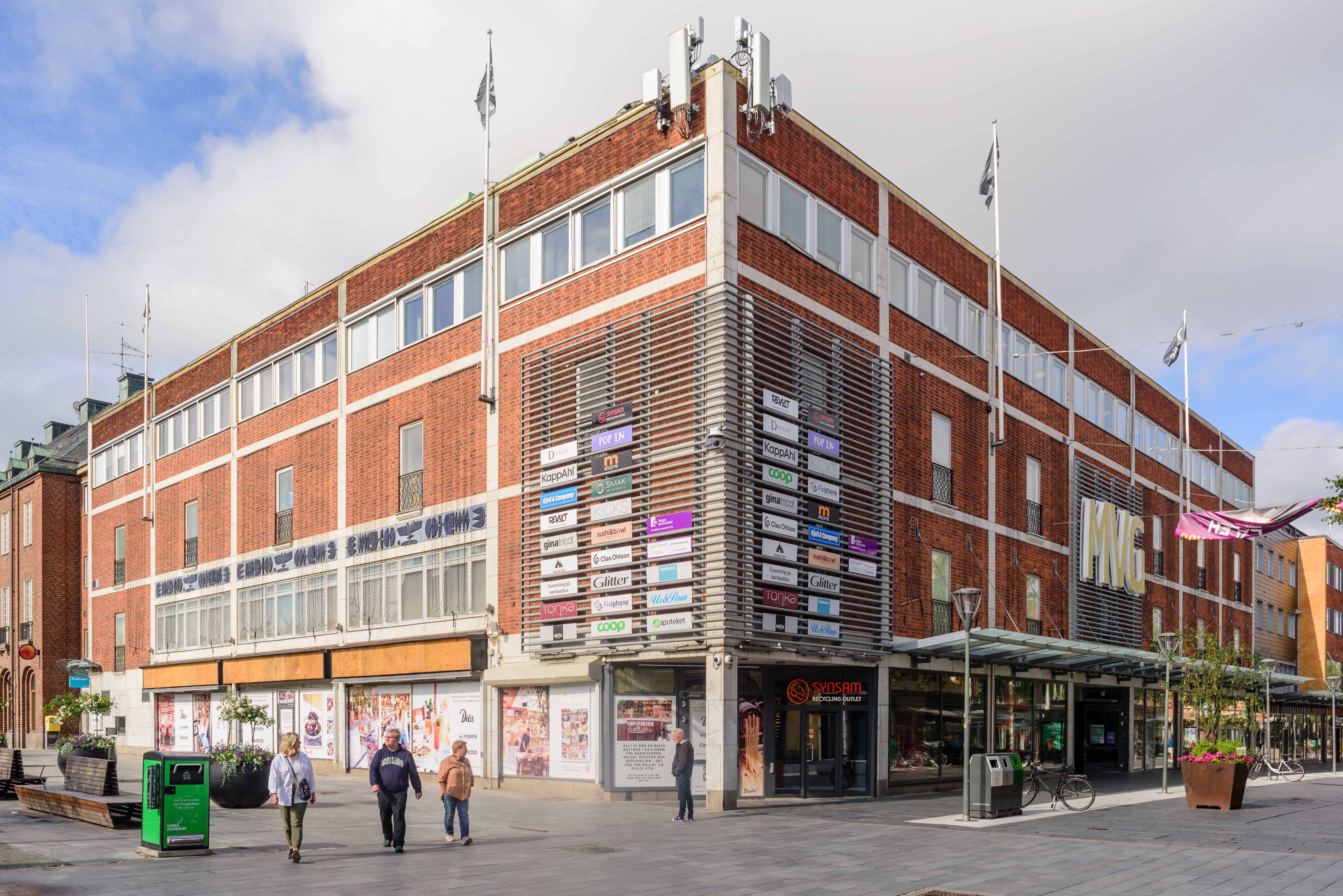
Domus-varuhuset i Umeå (nuvarande MVG-gallerian, ritat av arkitekt Dag Ribbing, Kooperativa förbundets Arkitekt- och Ingenjörskontor.[9] Invigt 1969.
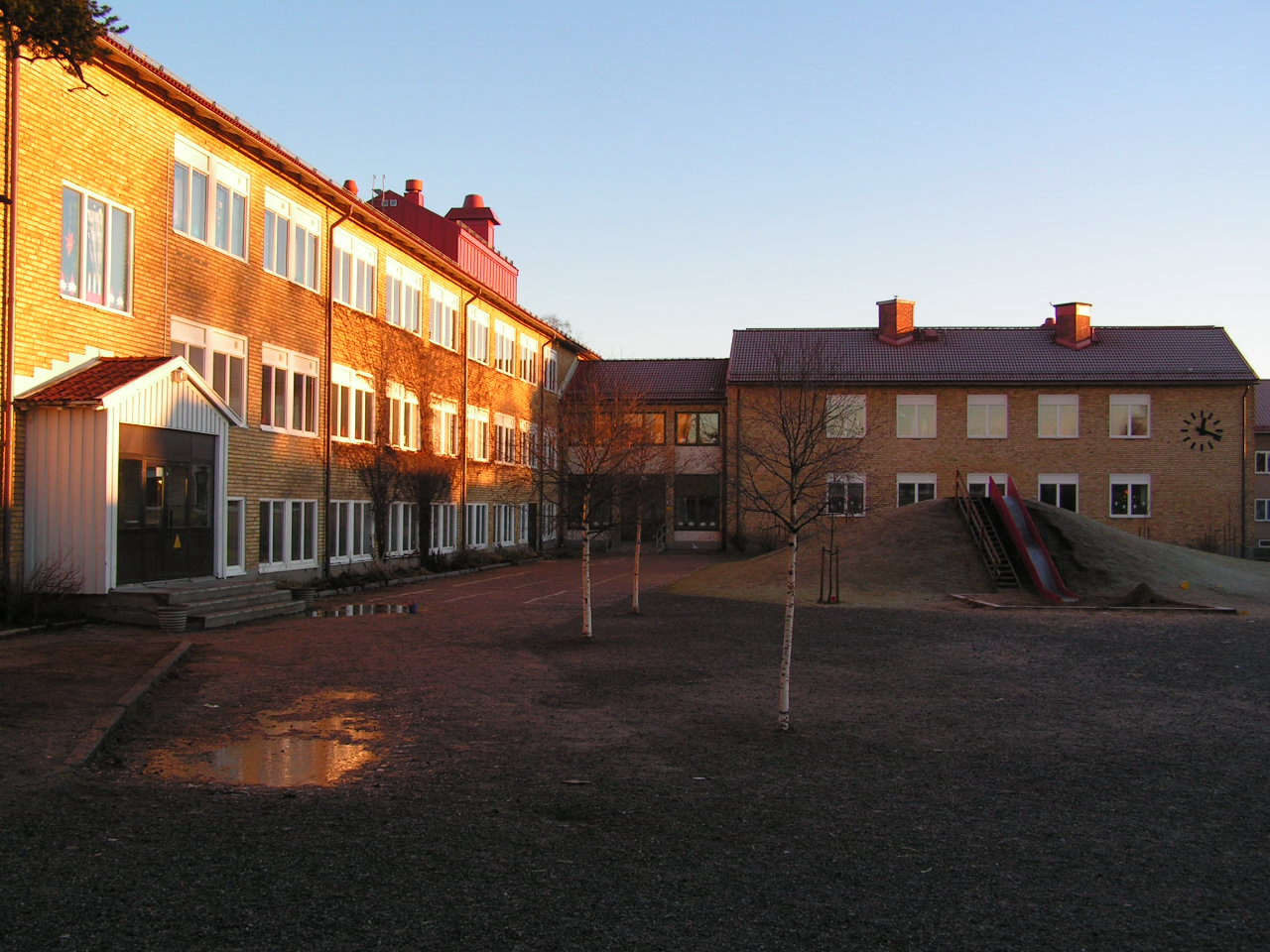
Hedlundaskolan i Umeå. Invigd 1969
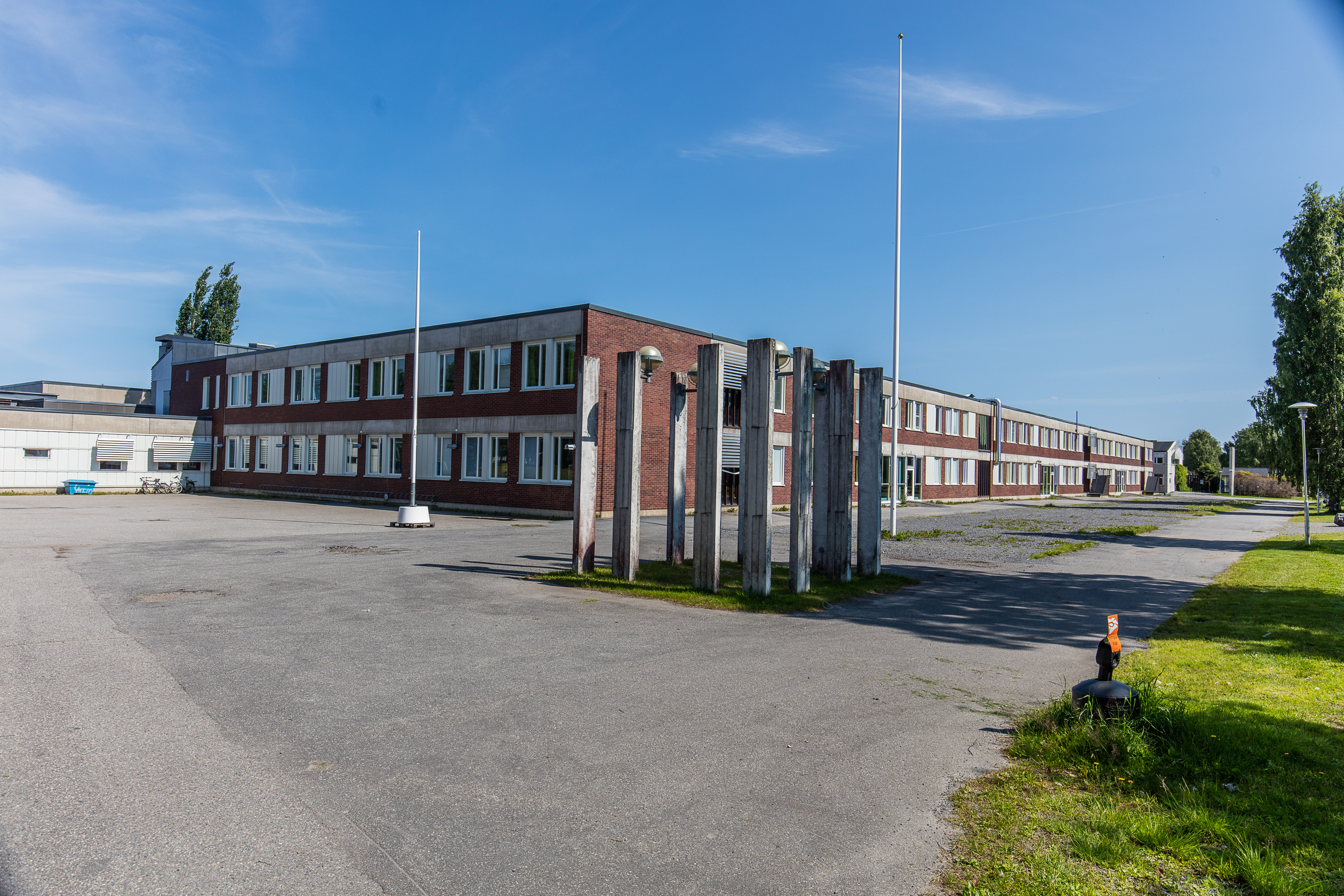
Dragonskolan. Gymnasieskola ritad av arkitekt Åke E. Lindqvist. Invigd 1971.
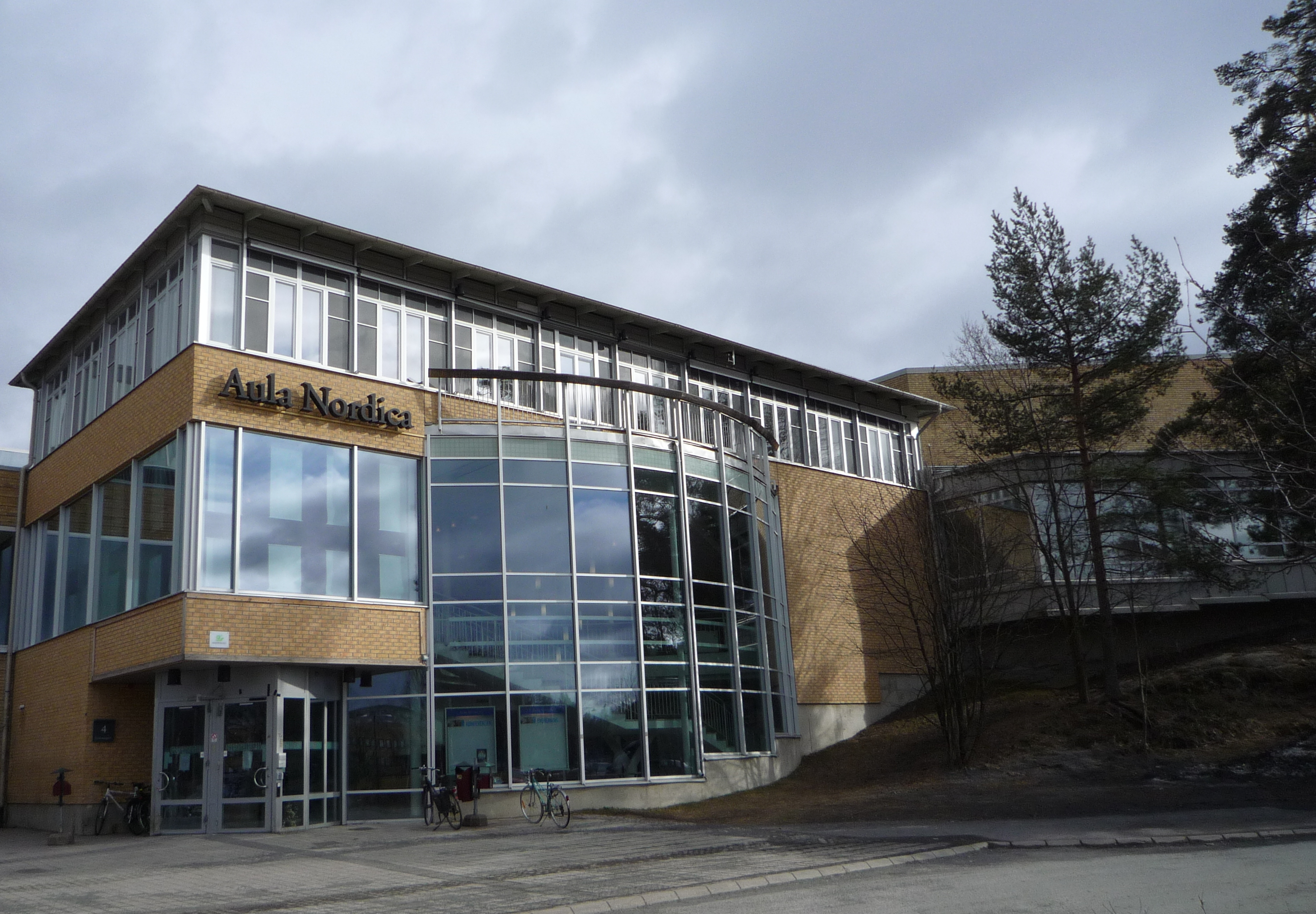
Aula Nordica vid Umeå universitet, ritad av arkitekt Bertil Håkansson. Invigt 1988.
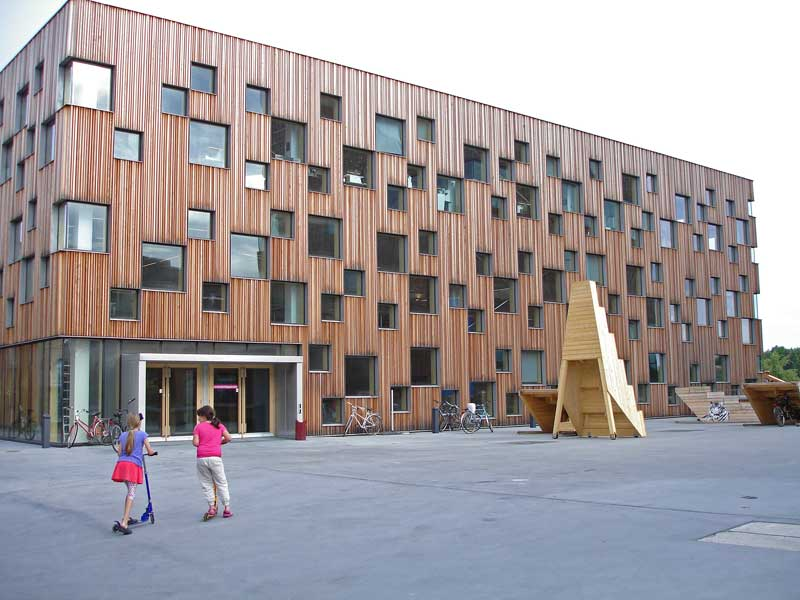
Arkitekhögskolan på Konstnärligt campus vid Umeå universitet, ritad av White Arkitekter i samarbete med Henning Larsen Architects. Invigd 2010.